# آرون دورنيكامب
آرون دورنيكامب (بالهولندية: Aaron Doornekamp)‏ مواليد 5 ديسمبر 1985، هو لاعب كرة سلة كندي بدأ مسيرته الاحترافية في سنة 2009 يلعب مع فريق سكايلاينرز فرانكفورت في الدوري الألماني لكرة السلة ويحمل الرقم 42.

## فرق لعب لها
- يوفي كازيرتا باسكت
- سكايلاينرز فرانكفورت

## روابط خارجية
- آرون دورنيكامب على موقع الاتحاد الدولي لكرة السلة (الإنجليزية)
- آرون دورنيكامب على موقع الدوري الأوروبي لكرة السلة (الإنجليزية)
- آرون دورنيكامب على موقع الدوري الإسباني لكرة السلة (الإسبانية)
- آرون دورنيكامب على موقع كرة السلة الأوروبية.كوم (الإنجليزية)
- آرون دورنيكامب على موقع ريلجم (الإنجليزية)
- آرون دورنيكامب على موقع بروبوليرز (الإنجليزية)
- آرون دورنيكامب على موقع سبورتس رفرنس (الإنجليزية)
- آرون دورنيكامب على موقع اللجنة الأولمبية الكندية (الإنجليزية)